# Войска радиационной, химической и биологической защиты Российской Федерации
Войска́ радиацио́нной, хими́ческой и биологи́ческой защи́ты Вооружённых сил Росси́йской Федера́ции — специальные войска в Вооружённых силах Российской Федерации, предназначенные для защиты вооружённых сил от воздействия оружия массового поражения (ОМП) и ликвидации последствий от его применения с помощью использования специальной военной техники.
Войска являются войсками двойного назначения, так как могут решать задачи как в военное, так и в мирное время. В вооружённых силах других стран аналогичные силы называются войсками ABC, химическими войсками, войсками защиты от ОМП и др..

## Назначение
Главным назначением войск радиационной, химической и биологической защиты России является организация защиты войск и сил, населения и объектов тыла от радиационной, химической и биологической опасности как в мирное, так и в военное время и обеспечение имуществом радиационной, химической и биологической защиты. В настоящее время особую актуальность приобрели экологические проблемы. Экологические катастрофы в современном мире стали реальностью, а их последствия сравнимы с применением оружия массового поражения (ОМП).
- Петличный знак Войск РХБЗ России.
- Неофициальный нарукавный знак Войск РХБЗ России.

## Выполняемые задачи
- обнаружение и засечка ядерных взрывов;
- проведение радиационной, химической и биологической разведки, проведения дозиметрического и химического контроля;
- оценка радиационной, химической и биологической обстановки после применения противником ОМП, разрушений (аварий) радиационно, химически, биологически опасных объектов;
- осуществление специальной обработки личного состава, вооружения, техники, обеззараживание участков местности и военных объектов, а также обеззараживание и обеспечение медицинской помощи пострадавшим;
- контроль за изменением степени зараженности местности радиоактивными продуктами;
- нанесение потерь противнику применением зажигательного оружия;
- аэрозольное противодействие высокоточному оружию и средствам разведки противника;
- осуществление аэрозольной (дымовой) маскировки войск и объектов;
- снабжение соединений и частей вооружением и средствами радиационной, химической и биологической защиты;
- ремонт вооружения и средств радиационной, химической и биологической защиты;
- оценка последствий и прогнозирование возможной радиационной, химической и биологической обстановки;
- ликвидации последствий аварий (разрушений) на радиационно, химически и биологически опасных объектах;
- обучение личного состава других родов войск и гражданского населения поведению в аварийных ситуациях, связанных с РХБ загрязнением, обучение обращению со средствами индивидуальной защиты.

Войска радиационной, химической и биологической защиты России состоят из соединений, частей и подразделений РХБЗ, имеют в своем составе части и подразделения засечки, радиационной и химической разведки, радиационной, химической и биологической защиты, аэрозольного противодействия, огнемётные, дегазации обмундирования и снаряжения, ремонта вооружения и средств радиационной, химической и биологической защиты, расчетно-аналитические станции.

## История
Химические войска впервые появились во время Первой мировой войны, когда были применены отравляющие вещества и огнемёты. Они осуществляли газобаллонные атаки, газомётные обстрелы и огнеметания. К концу 1916 г. в Русской императорской армии (РИА) уже состояло 15 химических подразделений (имеются сведения о существовании в 1915—1918 гг., а именно:
- 3-я отдельная химическая рота;
- 4-я отдельная химическая рота;
- 5-я отдельная химическая рота;
- 6-я отдельная химическая рота;
- 8-я отдельная химическая рота;
- 9-я отдельная химическая рота;
- 10-я отдельная химическая рота;
- 12-я отдельная химическая рота;
- 13-я отдельная химическая рота;
- 31-я отдельная химическая рота;

В 1992 году химические войска в Вооружённых силах России переименованы в Войска радиационной, химической и биологической защиты.
В 2011 году был написан Марш радиационной, химической и биологической защиты Ириной и Натальей Нужиными на слова В. Петренкова. С 2011 года он исполняется на торжественных праздниках и годовщинах, посвященных Дню радиационной, химической и биологической защиты, как Гимн войск радиационной, химической и биологической защиты.
C октября 2017 года выходит ежеквартальный научно-практический журнал «Вестник войск РХБ защиты» (главный редактор — генерал-полковник в отставке С. В. Петров).

### Пандемия коронавируса
В марте 2020 года на помощь итальянским властям в борьбе с коронавирусной инфекцией Войсками РХБ была отправлена лаборатория, восемь машин спецобработки и 66 военнослужащих личного состава.
В начале июля 2021 года военнослужащие подразделения радиационной, химической и биологической защиты Черноморского флота приступили к дезинфекции объектов Международного детского центра «Артек» в Республике Крым. Военнослужащие совершили марш из Ялты, где накануне завершили специальную обработку улиц и общественных мест после недавнего паводка. Дезинфекцию личный состав начал с подъездных путей, мест посадки и высадки из транспорта прибывающих в лагерь детей, а также мест общего пользования. К выполнению работ привлечены расчеты авторазливочных станций АРС-14КМ. Кроме того, в целях предупреждения распространения вирусных инфекций с помощью специального аэрозольного комплекта КДА обработке были подвергнуты учебные классы, столовые, служебные помещения, лестничные марши, коридоры, спортивные залы и другие объекты. Специальным раствором были обработаны парты и раздевалки, игровые комнаты, места для отдыха и приема пищи детей. Работы по дезинфекции территории и помещений «Артека» начались сразу после завершения смены. Все используемые для специальной обработки растворы полностью безопасны для человека. К мероприятиям по дезинфекции привлечено более 50 военнослужащих, задействовано около 10 единиц техники .

## Обучение
Специалистов начальствующего состава (начсостав) для химических войск РККА готовили:
1. Калининское военно-химическое училище.
2. Харьковские курсы усовершенствования начсостава химической службы.
3. Дальневосточные курсы усовершенствования начсостава химической службы.

В настоящее время офицеров для подразделений и частей РХБЗ готовит Военная академия радиационной, химической и биологической защиты имени Маршала Советского Союза С. К. Тимошенко — государственное многоуровневое высшее военное образовательное учреждение, расположенное в Костроме.
В разное время офицеров готовили следующие высшие военные учебные заведения:
- Военная Краснознамённая Ордена Октябрьской Революции академия химической защиты имени Маршала Советского Союза С. К. Тимошенко в Москве (позднее — Военный университет радиационной, химической и биологической защиты и имени Маршала Советского Союза С. К. Тимошенко в Москве)
- Костромской филиал военного университета РХБ защиты, с 2006 года Костромское высшее военное командно-инженерное училище РХБ защиты (военный институт)
- Саратовский военный институт РХБ защиты (1932—2009 гг.)
- Тамбовское высшее военное командное Краснознамённое училище химической защиты (ТВВККУХЗ).

Все учебные заведения переведены на базу Костромского высшего военного командно-инженерного училища РХБ защиты (военного института), где сейчас расположена академия.

## День войск РХБЗ
Ежегодно 13 ноября в России отмечается профессиональный праздник химических войск — «День войск радиационной, химической и биологической защиты Вооружённых сил Российской Федерации», установленный указом Президента Российской Федерации В. Путина от 31 мая 2006 года № 549 «Об установлении профессиональных праздников и памятных дней в Вооружённых силах Российской Федерации».

## Санкции
1 мая 2024 года, за «полномасштабную войну и применение химического оружия против Украины», войска РХБЗ России включены в блокирующий санкционный список США. По данным властей, военнослужащие участвовали в программе по созданию химического оружия, а также способствовали применению российскими вооружёнными силами химического оружия хлорпикрин против украинских войск. В октябре войска РХБЗ были включены в санкционный список Великобритании. 20 мая 2025 года войска РХБЗ были включены в санкционный список стран Евросоюза в связи с распространением и применением химического оружия на Украине.

## Начальники
Начальники войск РХБЗ:
- генерал-полковник Петров С. В. — 1992—2001
- генерал-полковник Холстов В. И. — 2001—2003
- генерал-полковник Филиппов В. И. — 2003—2008
- генерал-майор Старков Е. Г. — 2008—2012
- генерал-лейтенант Черкасов Э. А. — 2012—2017[17]
- генерал-лейтенант Кириллов И. А. — 2017—2024
- генерал-майор Ртищев А.В. — 2024 — н. в.

## Формирования
- РХМ-6 27-й отдельной бригады РХБЗ на учении по ликвидации последствий условного химического заражения в Курской области 21 марта 2018 года.
- Курсанты 282-го учебного центра войск РХБЗ отрабатывают навыки в боевой экипировке «Ратник» и в противогазе ПМК-4.

- 1-я гвардейская мобильная бригада радиационной, химической и биологической защиты, в/ч 71432 (г. Шиханы-2, Саратовская область)
- 16-я отдельная гвардейская Хинганская бригада радиационной, химической и биологической защиты, в/ч 07059 (г. Лесозаводск)
- 27-я отдельная гвардейская бригада радиационной, химической и биологической защиты, в/ч 11262 (г. Курск)
- 28-я отдельная бригада радиационной, химической и биологической защиты, в/ч 65363 (г. Камышин)
- 29-я отдельная гвардейская бригада радиационной, химической и биологической защиты имени Героя Советского Союза генерал-полковника В. К. Пикалова, в/ч 34081 (г. Екатеринбург)[18].
- 2-й гвардейский полк радиационной, химической и биологической защиты, в/ч 18664 (г. Самара)
- 4-й полк радиационной, химической и биологической защиты, в/ч 86862 (г. Севастополь)[19]
- 6-й полк радиационной, химической и биологической защиты, в/ч 12086 (с. Сапёрное)
- 9-й ордена Красной Звезды полк радиационной, химической и биологической защиты (чрезвычайного реагирования), в/ч 29753 (г. Шиханы 2)
- 10-й гвардейский полк радиационной, химической и биологической защиты, в/ч 55121 (с. Топчиха)
- 11-й полк радиационной, химической и биологической защиты, в/ч 11120 (г. Курск)
- 19-й полк радиационной, химической и биологической защиты, в/ч 56313 (п. Горный)
- 20-й полк радиационной, химической и биологической защиты, в/ч 12102 (пгт Центральный)
- 25-й гвардейский полк радиационной, химической и биологической защиты, в/ч 58079 (г. Лесозаводск)
- 26-й гвардейский полк радиационной, химической и биологической защиты[20], в/ч 62563 (п. Онохой-2)
- 35-й гвардейский полк радиационной, химической и биологической защиты, в/ч 59792 (г. Белогорск)
- 39-й полк радиационной, химической и биологической защиты, в/ч 16390 (п. Октябрьский)
- 40-й полк радиационной, химической и биологической защиты, в/ч 16383 (ст. Троицкая)
- 70-й отдельный огнемётный батальон, в/ч 41474 (п. Раздольное)
- 282-й учебный центр войск радиационной, химической и биологической защиты, в/ч 19889 (д. Большое Буньково)
- База хранения войск радиационной, химической и биологической защиты в/ч 42733 (г. Хабаровск)
- База хранения войск радиационной, химической и биологической защиты в/ч 42737 (п. Лесной Городок)[21]
- 27-й Научный центр Министерства обороны Российской Федерации (Москва)
- ФГБУ «48 Центральный научно-исследовательский институт» Министерства обороны РФ